# Acronis
Acronis International GmbH – przedsiębiorstwo informatyczne założone w 2003 roku w Singapurze. Jego centrala mieści się w Szafuzie w Szwajcarii. 
Firma zajmuje się tworzeniem oprogramowania do sporządzania kopii zapasowych i odzyskiwania danych. Jej portfolio obejmuje m.in. programy Acronis True Image (Acronis Cyber Protect Home Office), Acronis Cyber Protect, Acronis Cyber Protect Cloud, Acronis Snap Deploy.
Przedsiębiorstwo zatrudnia ponad 1800 ludzi na całym świecie